# Christian Rudel
Pour les articles homonymes, voir Rudel.
Christian Rudel, né Noël Lasfargues le 1er janvier 1928 à Rudelle (Lot) et mort le 25 juillet 2012 à Lannion, est un journaliste et écrivain français.

## Biographie
- Salazar, Mercure de France, 1969, 276 p.
- La liberté couleur d'œillet. Histoire du XXe siècle portugais, Paris, Fayard, 1980, 358 p.
- La Bolivie, éditions Karthala, 2006.